# Alpaida conica
Alpaida conica este o specie de păianjeni din genul Alpaida, familia Araneidae, descrisă de O. P.-cambridge, 1889.
Este endemică în Panama. Conform Catalogue of Life specia Alpaida conica nu are subspecii cunoscute.